# Алудар
Алудар (перс. الودر) — село в Ірані, у дегестані Санґ-Сефід, у бахші Каре-Чай, шагрестані Хондаб остану Марказі. За даними перепису 2006 року, його населення становило 655 осіб, що проживали у складі 148 сімей.

## Клімат
Середня річна температура становить 10,17 °C, середня максимальна – 28,79 °C, а середня мінімальна – -11,42 °C. Середня річна кількість опадів – 272 мм.
| Клімат поселення                              | Клімат поселення | Клімат поселення | Клімат поселення | Клімат поселення | Клімат поселення | Клімат поселення | Клімат поселення | Клімат поселення | Клімат поселення | Клімат поселення | Клімат поселення | Клімат поселення | Клімат поселення |
| Показник                                      | Січ.             | Лют.             | Бер.             | Квіт.            | Трав.            | Черв.            | Лип.             | Серп.            | Вер.             | Жовт.            | Лист.            | Груд.            |                  |
| Середній максимум, °C                         | 4,54             | 6,14             | 10,00            | 16,86            | 22,07            | 27,23            | 28,79            | 28,76            | 23,82            | 17,50            | 10,87            | 5,48             |                  |
| Середня температура, °C                       | −3,43            | −1,82            | 2,02             | 8,89             | 14,11            | 19,24            | 23,43            | 23,41            | 18,45            | 12,15            | 5,50             | 0,12             |                  |
| Середній мінімум, °C                          | −11,42           | −9,81            | −5,95            | 0,92             | 6,13             | 11,28            | 18,08            | 18,06            | 13,10            | 6,80             | 0,16             | −5,24            |                  |
| Норма опадів, мм                              | 40               | 36               | 50               | 38               | 36               | 7                | 1                | 1                | 0                | 6                | 23               | 34               |                  |
| Середньомісячна швидкість вітру, м/с          | 1.22             | 2.14             | 2.81             | 2.89             | 2.40             | 2.23             | 2.14             | 2.15             | 2.04             | 1.98             | 1.82             | 1.29             |                  |
| Середньомісячна сонячна радіація, кДж/м²·день | 9340             | 12392            | 14961            | 18276            | 22357            | 27035            | 25997            | 24121            | 21293            | 15740            | 11100            | 9169             |                  |
| --------------------------------------------- | ---------------- | ---------------- | ---------------- | ---------------- | ---------------- | ---------------- | ---------------- | ---------------- | ---------------- | ---------------- | ---------------- | ---------------- | ---------------- |
| Джерело:                                      |                  |                  |                  |                  |                  |                  |                  |                  |                  |                  |                  |                  |                  |